# Banco Comercial Português
Banco Comercial Português, också känd som BCP,  är den största portugisiska banken. Den bildades 1985 och har verksamhet i Portugal, Frankrike, Luxemburg, Belgien, Schweiz, Polen, Rumänien, Grekland, Turkiet, Angola och Moçambique.
Huvudkontoret ligger i Porto.
Företaget är börsnoterat på Euronext Lisbon och ingår i PSI-20 index.
De främsta ägarna är Fosun med 16,7% och Sonangol med 14,9%.

## Referenser

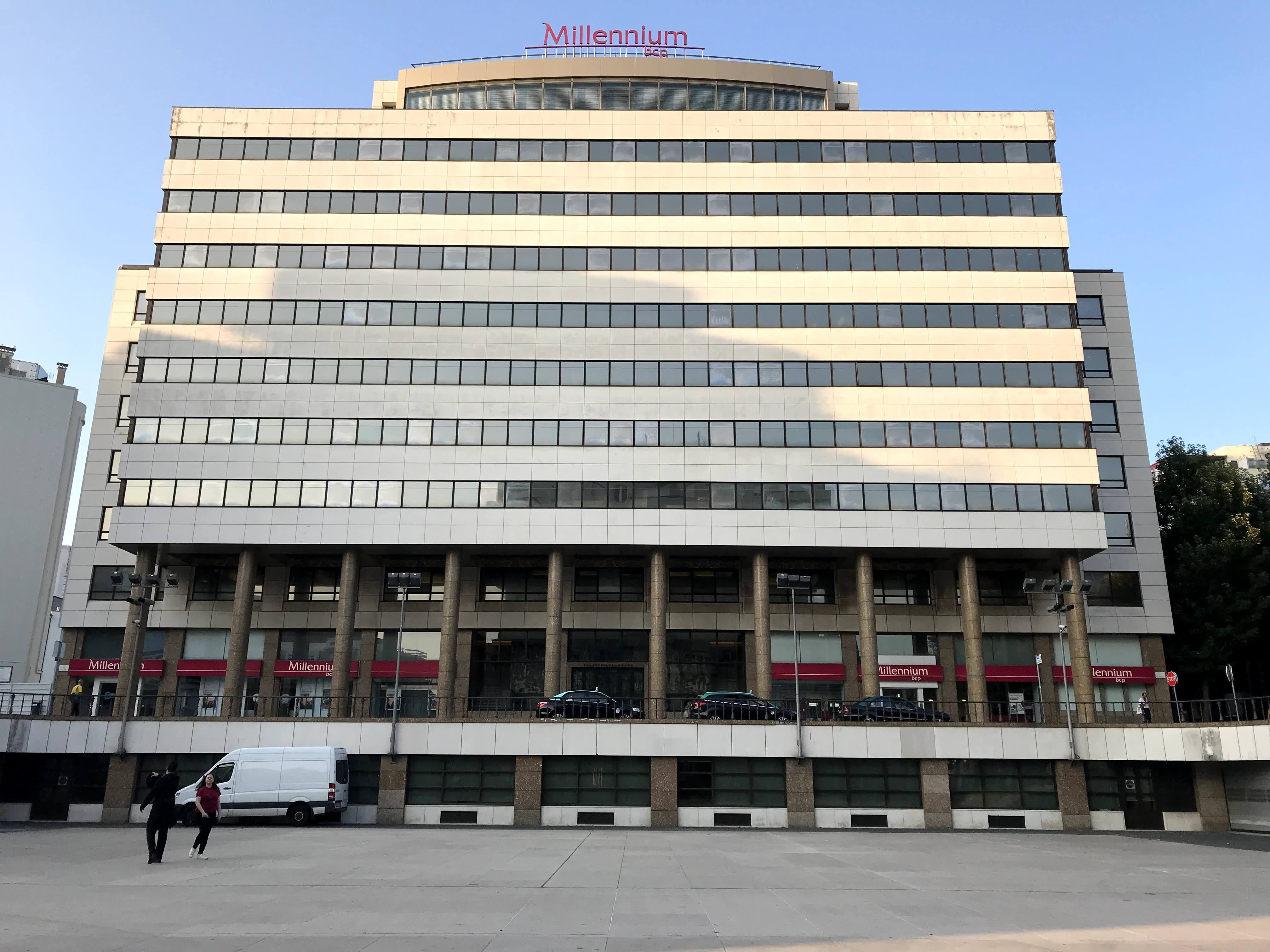
BCP:s huvudkontor i Porto